# Óscar Adrián Rojas
Óscar Adrián Rojas Castillón, noto solo come Óscar Rojas (Città del Messico, 2 agosto 1981), è un ex calciatore messicano, di ruolo difensore.